# Jason Isbell
Jason Isbell (1 februari 1979) is een Amerikaanse singer-songwriter. Hij maakte tussen 2001 en 2007 deel uit van de Amerikaanse southern-rockband Drive-by Truckers. Daarna brak de americana-artiest solo door. Zijn vaste begeleidingsband is The 400 Unit. In 2016 won Isbell onder meer twee Grammy Awards voor zijn album Something more than Free.

## Jeugd
Isbell werd geboren op 1 februari 1979 in Green Hill, Alabama, vlak bij de grens met Tennessee. Zijn familie leerde hem gitaar en mandoline spelen. Eerst voornamelijk gospelmuziek, later ook blues. Via zijn grootvader, die naast boer ook voorganger was bij de Pinkstergemeente, leerde hij de blues van Robert Johnson kennen. Eerst een kuise selectie, toen hij oud genoeg was ook de rest.
Op 14-jarige leeftijd begon hij te spelen in garagebandjes, en met zijn eveneens in Greenhill geboren vriend Chris Tomkins trad hij op in de Grand Ole Opry.
Vanaf Green Hill is het maar een half uur rijden naar de befaamde FAME Studios in Muscle Shoals, waar hij kennis maakte met sessiebassist David Hood, die zijn vriend en mentor werd. In 2001 tekende Isbell een contract bij de muziekuitgeverij van FAME.

## Carrière

### Drive-by Truckers
Eind 2001 werd Isbell als derde gitarist gevraagd bij de band Drive-by Truckers. Deze band was mede opgericht door Patterson Hood, de zoon van David Hood.
Op de drie studio-albums uit de periode 2003-2006 speelde Isbell mee, op gitaar, twaalfsnarige gitaar en orgel. Een aantal composities waren van zijn hand.
In 2007 verliet Isbell de band.

### Solo
In 2007 nam Isbell zijn eerste solo-album op: Sirens of the Ditch, met medewerking van onder meer zijn toenmalige vrouw Shonna Tucker op bas. Ook Drive-by Truckers-drummer Brad Morgan speelde mee. Vanaf 2008 nam Isbell een aantal albums op onder de naam "Jason Isbell and the 400 Unit", andere alleen onder de naam "Jason Isbell", maar ook op deze albums zijn de musici dezelfde als die van met de toevoeging van The 400 Unit. Het leven van touren en optreden veroorzaakt bij Isbell een hechte vriendschap met Jack Daniel's, maar naar eigen zeggen is hij, met de hulp van Amanda Shires, Ryan Adams en zijn manager Traci Thomas, sinds 2012 weer "sober".
Na zijn scheiding van Shonna Tucker trouwt Isbell met violiste Amanda Shires, die vanaf 2013 op zijn albums mee gaat spelen. In 2013 komt het album "Southeastern" uit. De naam is niet bedoeld als referentie naar de gelijknamige muziekstijl, maar naar het bedrijf in gereedschappen, waar zijn vader werkte toen Isbell 5 jaar oud was. Twee jaar later volgde "Something more than free", met daarop het zeer autobiografische nummer "Children of Children" over zijn moeder, die bij Isbells geboorte pas 17 was. In 2017 verscheen "The Nashville Sound" en in 2020 "Reunions". De albums zijn allemaal zeer succesvol. Vanaf 2015 bereiken zij allemaal een top 10-positie in de Billboard 200, en staan soms op nummer 1 in zowel de rock-, folk- en country-lijsten.

### The 400 Unit
Naast Isbell en Amanda Shires bestaat The 400 Unit uit drummer Chad Gamble, organist Derry deBorja, bassist Jimbo Hart en gitarist Sadler Vaden.
De naam is afgeleid van een psychiatrische instelling in Florence, Alabama. Wekelijks mocht een aantal patiënten een uitstapje in de stad maken, met 15 dollar op zak voor een sandwich, net als de bandleden op tour dat kregen als zij weer in een nieuwe stad aankwamen.

## Discografie

### Studio-albums
- Sirens of the Ditch (2007)
- Jason Isbell and the 400 unit (2009)
- Here we Rest (2011)
- Southeastern' (2013)
- Something more than Free (2015)
- The Nashville sound (2017)
- Reunions (2020)
- Georgia Blue (2021)
- Weathervanes (2023)
- Foxes in the snow (2025)

### Live-albums
- Live at Twist & Shout (2008)
- Live From Alabama (2012)
- Live From The Ryman (2018)

### Single
- Tecumseh Valley/Pancho & Lefty (2013, met Elizabeth Cook, cover van Townes Van Zandt)

- Gemeinsame Normdatei: 1045009016
- International Standard Name Identifier: 0000 0000 5143 0845
- Library of Congress Control Number: no2007148184
- MusicBrainz: 4c501a41-5f23-41c9-a36a-5b86e894e08d
- Virtual International Authority File: 41634450
- WorldCat: E39PBJwtkw3RGqr37QRBMtFHYP